# I Love the Nightlife
«I Love the Nightlife (Disco 'Round)» (en español, Amo la vida nocturna) es una canción disco grabada por Alicia Bridges en 1978. Fue al número dos durante dos semanas en la lista de éxitos de discotecas. La canción también alcanzó el número cinco en las listas de pop de Billboard, y la número treinta y uno en la lista de soul.
«I Love the Nightlife (Disco 'Round)» («Night Life») también tuvo éxito en Europa. 

## Historia
La canción fue coescrita por Alicia Bridges y Susan Hutcheson en 1977 para Bill Lowery, fundador de Southern Music. «I Love the Nightlife (Disco 'Round)» fue el primer sencillo producido por Steve Buckingham, quien fue invitado a producir el álbum principal del sencillo titulado Alicia Bridges después de haber tocado la guitarra en una sesión de la cantante. Bridges sugirió a Hutcheson que escribieran una canción "disco" o "boogie" después de que Bridges viera una lista de éxitos del Top Ten con varias canciones con títulos orientados al baile. El título original de la canción resultante, «Disco 'Round», se convirtió en el subtítulo bajo el título principal «I Love the Nightlife (Disco 'Round)», ya que Buckingham lo consideró un número de R&B y no quería que se etiquetara como disco: Bridges misma lo haría más tarde admitió que había tenido esperanzas de que la canción fuera recibida como un número de Memphis soul, llamándola "algo que Al Green podría cantar". Sin embargo, la canción es recordada como un clásico del disco: en una cuenta regresiva de MTV del 26 de agosto de 1998 de las 54 mejores canciones de baile de la era disco, «I Love the Nightlife (Disco 'Round)» se clasificó en el puesto # 37.

### Relanzamiento de 1994
En 1994, la canción ganó un renovado interés después de aparecer en la película australiana de drag queens Las aventuras de Priscilla, reina del desierto . La canción también fue relanzada en las listas australianas, donde fue un éxito modesto. Debido a su asociación con la película (y también porque Bridges es abiertamente lesbiana), la canción está estrechamente relacionada con la cultura gay y es considerada un himno gay.

## Vídeo musical
Un videoclip fue dirigido por Bruce Gowers . 

### Vídeo de 1994
En 1994, se produjo un nuevo vídeo con el actor Hugo Weaving, estrella de la película The Adventures of Priscilla, Queen of the Desert . 

## En la cultura popular
- En el episodio de Los Simpson, Homer's Phobia, Homer baila la canción. En otro episodio, I'm with Cupid, Apu le enseñó a un loro a cantar «I Love the Nightlife (Disco 'Round)» con nuevas letras inteligentes para Manjula. Marge estaba impresionada aunque odia la canción; Homer admite que también lo odia. También apareció en el episodio Milhouse dividido, con Luann Van Houten tarareando mientras quemaba las cajas de almacenamiento de Kirk. También se puede escuchar en el episodio de 2008  Mypods and Boomsticks en Studio 54 cuando Itchy viaja de regreso a Studio 54 en el corto Itchy & Scratchy.
- En la película de comedia de terror de 1979 Amor al primer mordisco, el vampiro Drácula y su futura novia bailan la canción en una discoteca. Sin embargo, el lanzamiento en DVD de la película en 2007 presenta una canción diferente en la escena relevante.
- En la película So I Married An Axe Murderer, el personaje de Mike Myers cita las letras del coro durante una conversación con su interés amoroso en la película.
- Aparece en la película Las aventuras de Priscilla, reina del desierto (1994), y en el escenario musical, Priscilla Reina del desierto - El musical
- Aparece en el cortometraje documental "Ladies Please!" (1995)
- Las letras usadas en el episodio del 29 de marzo de 2012 de The Big Bang Theory como una "prueba" de que el personaje de Rajesh Koothrappali podría ser gay.
- La canción apareció en la séptima temporada del episodio It's Always Sunny in Philadelphia "Frank's Brother" durante la escena en la que Frank regresa de Colombia.
- La canción apareció en el episodio del 15 de mayo de 2019 "Five, Six, Seven, Ate!" (episodio 3 de la temporada 5) de iZombie durante la escena de montaje en la que Liv y Clive le enseñan a Ravi a bailar.

## Versiones
- Laura Branigan cantó la canción en vivo en la televisión alemana y se incluyó en el muy raro álbum recopilatorio Gut Gestimmt en 1980.
- En 1995, la canción fue lanzada por la banda Bronski Beat llamada "I Luv The Nightlife", que presentaba dos versiones remix de la canción original y dos versiones remix de la canción alternativa Hit That Perfect Beat Boy .
- Fue regrabada por la cantante latina La India y Nuyorican Soul como una pista en la banda sonora de la película The Last Days of Disco . Esta versión alcanzó el puesto # 12 en la lista de canciones de Billboard Hot Dance Club .[6]
- En 2003 fue interpretada por Taylor Dayne en el especial de televisión The Disco Ball .

## Rendimiento en listas de éxitos
| Listas (1978–79)                 | align="left"Posición más alta |
| -------------------------------- | ----------------------------- |
| Australia KMR                    | 9                             |
| Belgium (Ultratop Flanders)      | 7                             |
| Canada RPM Top Singles           | 3                             |
| Canada Adult Contemporary (RPM)  | 1                             |
| Germany (Official German Charts) | 35                            |
| Netherlands (Dutch Top 40)       | 9                             |
| Netherlands (Single Top 100)     | 11                            |
| New Zealand (Recorded Music NZ)  | 16                            |
| South Africa (Springbok Radio)   | 7                             |
| UK Singles Chart                 | 32                            |
| US Billboard Hot 100             | 5                             |
| US Billboard Disco               | 2                             |
| US Billboard Adult Contemporary  | 44                            |
| US Cash Box Top 100              | 6                             |

| Listas (1988) | Posición más alta |
| ------------- | ----------------- |
| New Zealand   | 29                |

| Listas (1994)    | Posición más alta |
| ---------------- | ----------------- |
| Australia (ARIA) | 11                |

| Listas (1995)                      | Posición más alta |
| ---------------------------------- | ----------------- |
| Iceland (Íslenski Listinn Topp 40) | 5                 |
| New Zealand                        | 4                 |

| Listas (1978)        | Ranking |
| -------------------- | ------- |
| US Billboard Hot 100 | 88      |
| US Cash Box          | 70      |

| Listas (1979)        | Ranking |
| -------------------- | ------- |
| Australia            | 48      |
| Canada               | 75      |
| US Billboard Hot 100 | 64      |

| Listas (1995)                   | Ranking |
| ------------------------------- | ------- |
| New Zealand (Recorded Music NZ) | 45      |